# Argynnis paphia
O Tabaco-de-espanha ou grande-laranja  (Argynnis paphia) é uma espécie de insetos lepidópteros, mais especificamente de borboletas pertencente à família Nymphalidae.
A autoridade científica da espécie é Linnaeus, tendo sido descrita no ano de 1758.
Trata-se de uma espécie presente no território português.

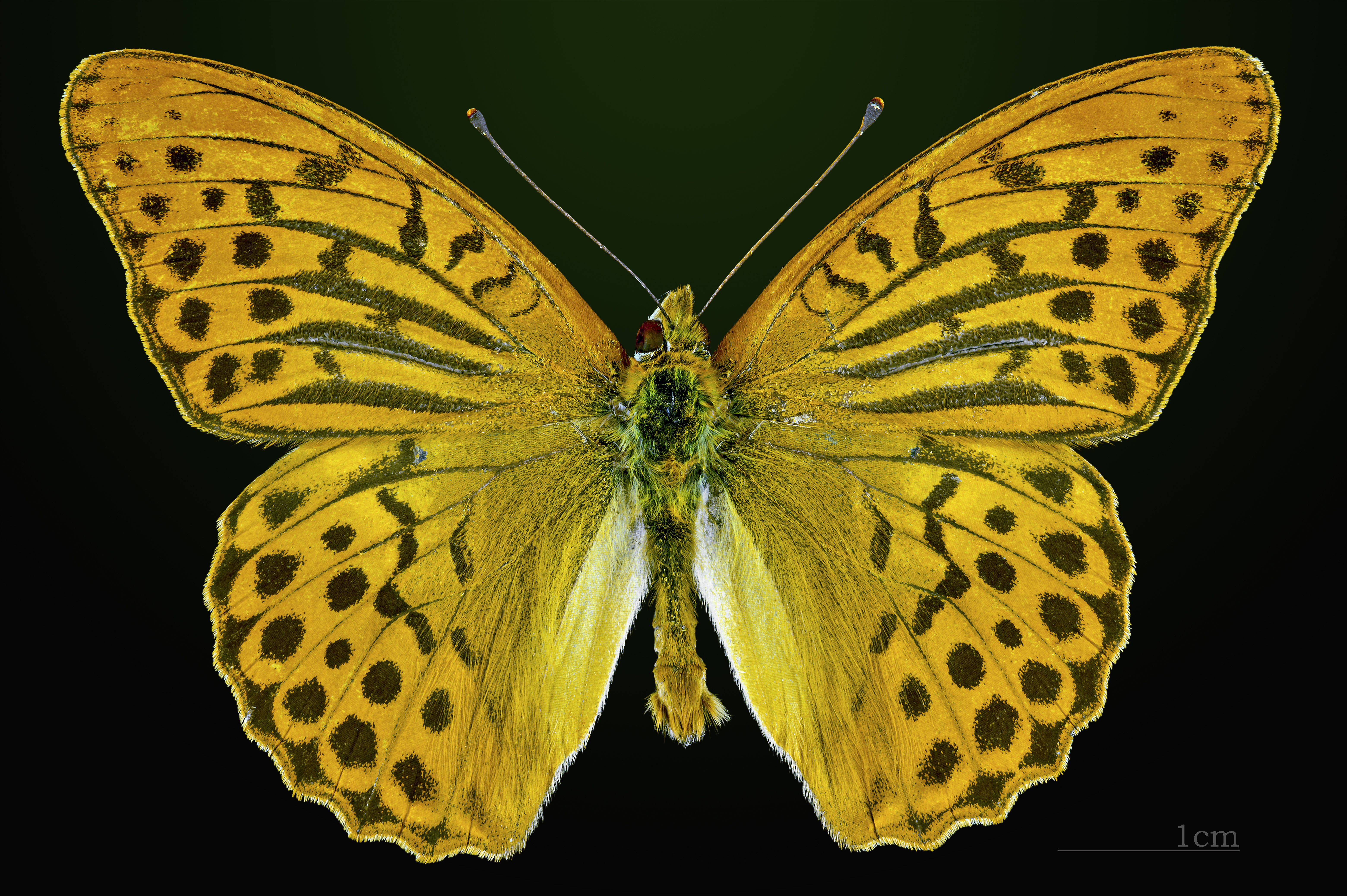
♂
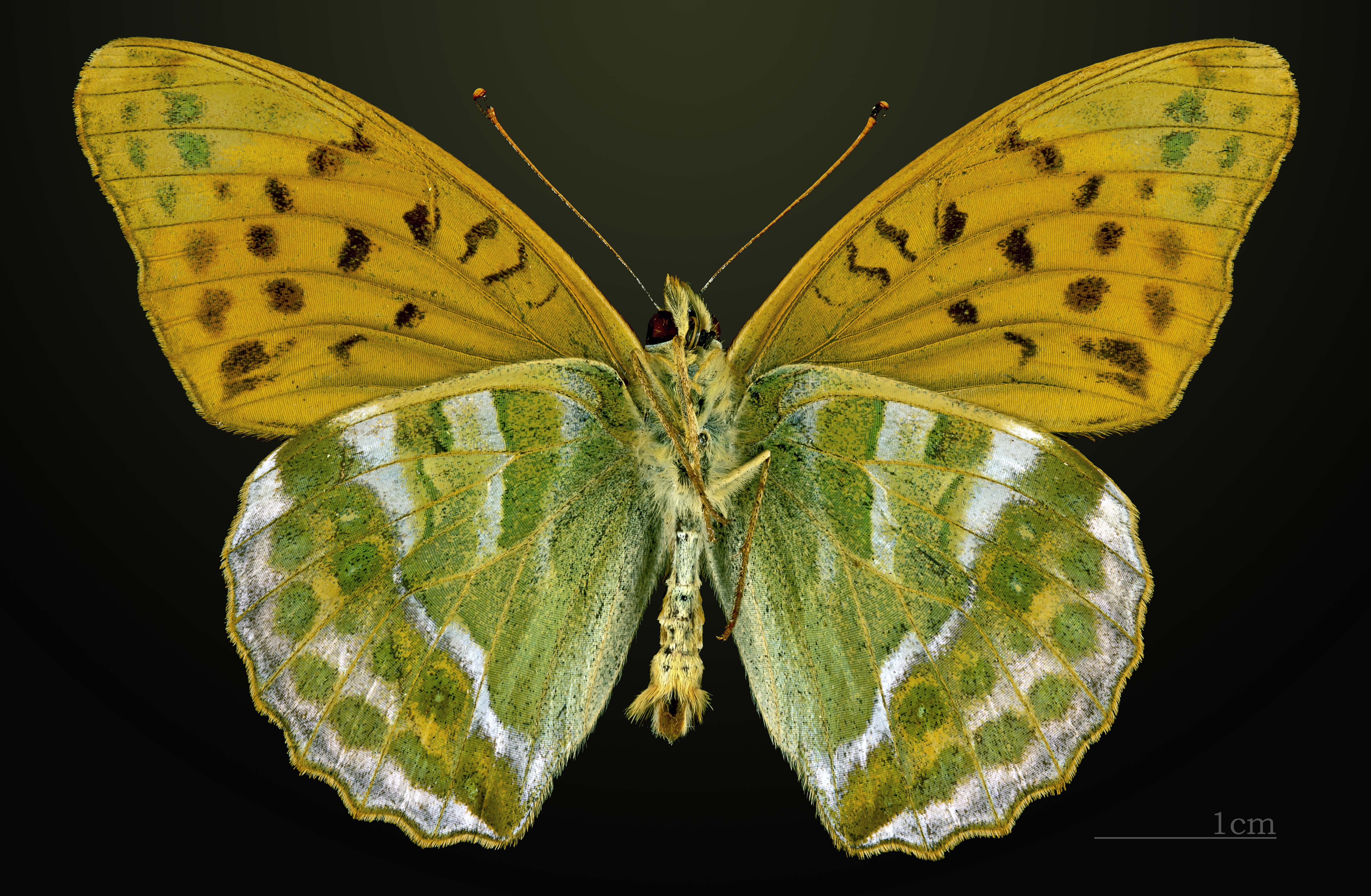
△ ♂
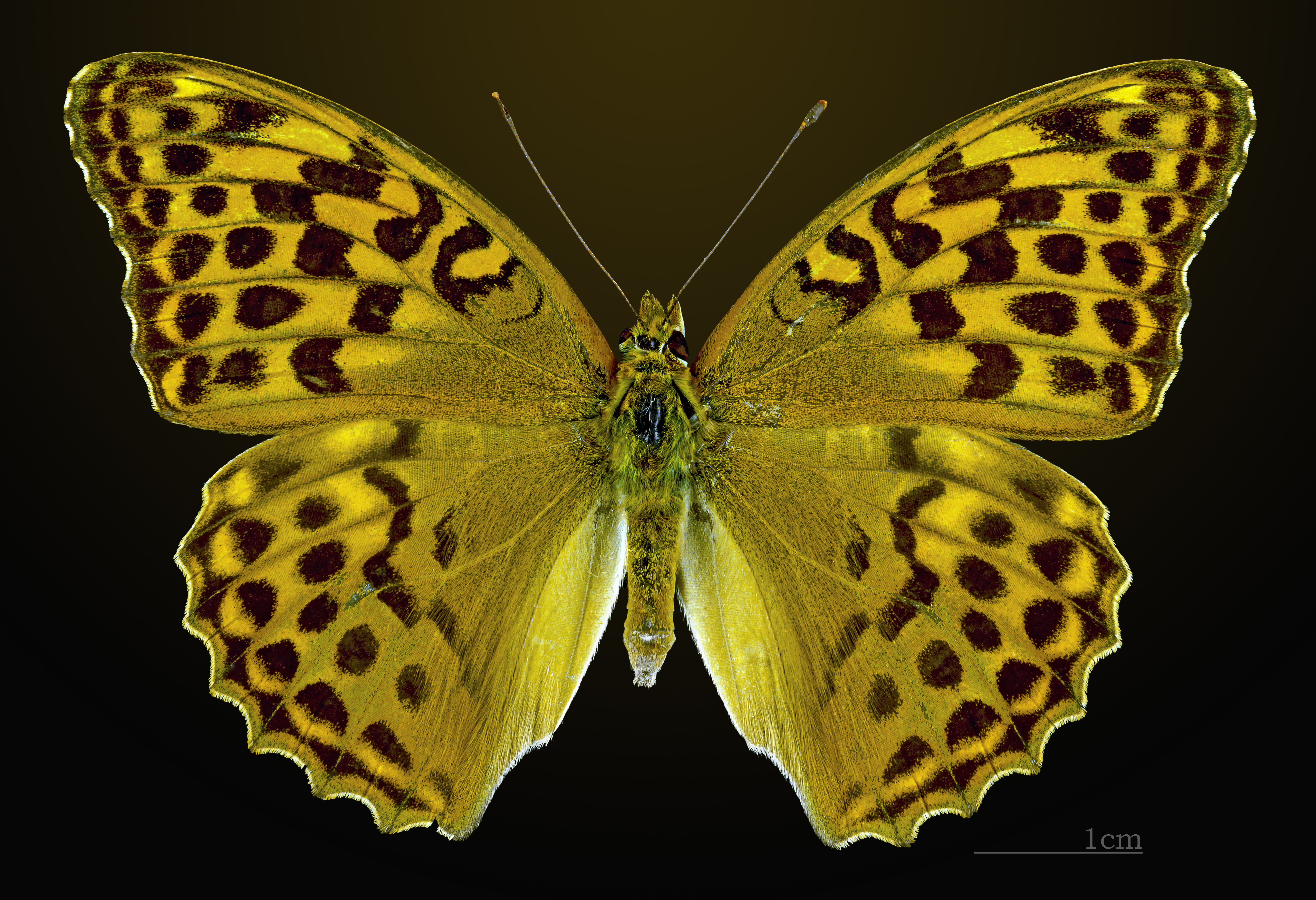
♀
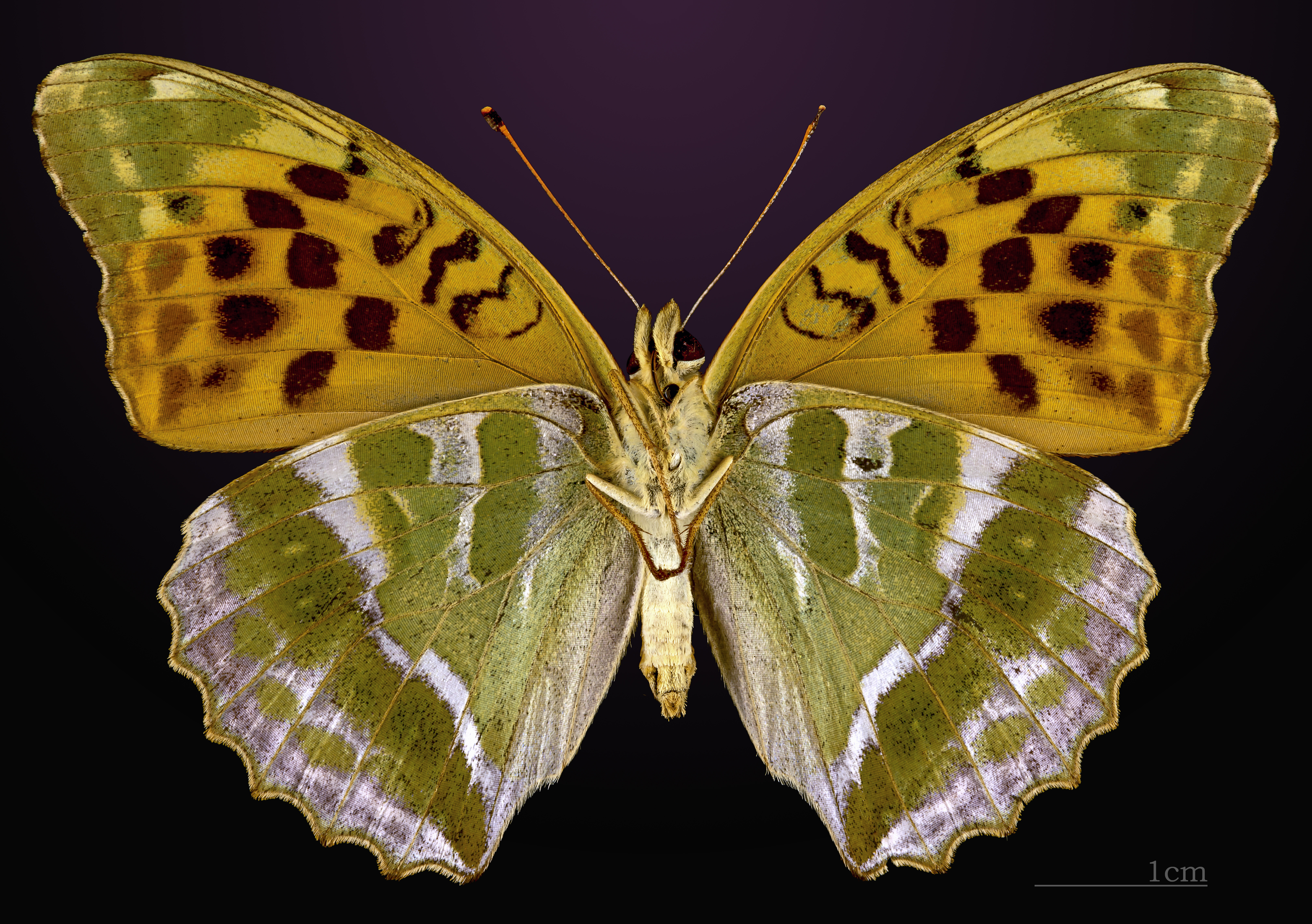
△ ♀